# Communauté de communes des 2 Vallées
Die Communauté de communes des 2 Vallées ist ein französischer Gemeindeverband mit der Rechtsform einer Communauté de communes im Département Essonne in der Region Île-de-France. Sie wurde am 24. Dezember 2001 gegründet und umfasst 15 Gemeinden. Der Verwaltungssitz befindet sich im Ort Milly-la-Forêt.

## Historische Entwicklung
Der Gemeindeverband wurde ursprünglich unter dem Namen Communauté de communes de la Vallée de l’École gegründet und nahm 2014 seine aktuelle Bezeichnung an.

## Mitgliedsgemeinden
| Gemeinde                             | Einwohner 1. Januar 2022 | Fläche km² | Dichte Einw./km² | Code INSEE | Postleitzahl |
| ------------------------------------ | ------------------------ | ---------- | ---------------- | ---------- | ------------ |
| Boigneville                          | 376                      | 15,80      | 24               | 91069      | 91720        |
| Boutigny-sur-Essonne                 | 3.048                    | 16,20      | 188              | 91099      | 91820        |
| Buno-Bonnevaux                       | 523                      | 15,99      | 33               | 91121      | 91720        |
| Courances                            | 336                      | 8,31       | 40               | 91180      | 91490        |
| Courdimanche-sur-Essonne             | 279                      | 5,62       | 50               | 91184      | 91720        |
| Dannemois                            | 854                      | 8,43       | 101              | 91195      | 91490        |
| Gironville-sur-Essonne               | 762                      | 13,21      | 58               | 91273      | 91720        |
| Maisse                               | 2.804                    | 21,58      | 130              | 91359      | 91720        |
| Milly-la-Forêt                       | 4.582                    | 33,80      | 136              | 91405      | 91490        |
| Moigny-sur-École                     | 1.311                    | 12,23      | 107              | 91408      | 91490        |
| Mondeville                           | 724                      | 6,70       | 108              | 91412      | 91590        |
| Oncy-sur-École                       | 1.037                    | 5,37       | 193              | 91463      | 91490        |
| Prunay-sur-Essonne                   | 312                      | 5,14       | 61               | 91507      | 91720        |
| Soisy-sur-École                      | 1.169                    | 11,52      | 101              | 91599      | 91840        |
| Videlles                             | 584                      | 8,70       | 67               | 91654      | 91890        |
| Communauté de communes des 2 Vallées | 18.701                   | 188,60     | 99               | –          | –            |